# Alfa Mensae
Alfa Mensae (α Mensae, förkortat Alfa Men, α Men) som är stjärnans Bayerbeteckning, är en ensam stjärna belägen i den mellersta delen av stjärnbilden Taffelberget. Den har en skenbar magnitud på 5,09, är den ljusaste stjärnan i stjärnbilden och är synlig för blotta ögat där ljusföroreningar ej förekommer. Baserat på parallaxmätning inom Hipparcosuppdraget på ca 98,1 mas, beräknas den befinna sig på ett avstånd på ca 33 ljusår (ca 10 parsek) från solen.

## Egenskaper
Alfa Mensae är en gul till orange stjärna i huvudserien av spektralklass G7 V. Den har en massa som är ca 10 procent större än solens massa, en radie som är ungefär ekvivalent med solens och utsänder från dess fotosfär ca 0,8 gånger av solens energiutstrålning vid en effektiv temperatur av ca 5 100 K. 
Belägen ca 33 ljusår bort från solen, har Alfa Mensae en relativt snabb egenrörelse över himlen. Den hade dess närmaste läge till solen, med ca 10 ljusår, för ca 250 000 år sedan. Ett överskott av infraröd strålning har observerats runt stjärnan, vilket sannolikt tyder på närvaro av en omgivande stoftskiva med en radie på över 147 AE. Temperaturen hos detta material är under 22 K. Inga planetariska följeslagare har hittills hittats runt stjärnan, men den har som följeslagare en röd dvärgstjärna med en vinkelseparation på 3,05 bågsekunder motsvarande en projicerad separation av ungefär 30 AE.